# Electric City (websèrie)
Electric City és una websèrie d'animació postapocalíptica de ciència-ficció publicada a través de Yahoo! Screen. Es va publicar el 17 de juliol de 2012 i està formada per vint episodis curts amb un total de 90 minuts de durada. S'ha doblat i subtitulat al català. Electric City va guanyar el premi Streamy a la millor sèrie d'animació.
Creada per Tom Hanks, la sèrie comença després que el món s'hagi acabat. La Ciutat Elèctrica representa pau i seguretat enmig de les runes. Tot i que sembla ser una utopia ordenada, encara hi ha secrets, tractes d'amagat, persecucions agosarades i assassinats.
La sèrie és protagonitzada per les veus originals en anglès de Tom Hanks, Holland Taylor, Jeanne Tripplehorn, Ginnifer Goodwin, Jason Antoon, Chris Parnell, Joey Kern, Paul Scheer, June Diane Raphael i Georg Stanford Brown.

## Llista de capítols
| Núm. | Títol                        | Direcció      | Guió             | Data d'estrena original |
| ---- | ---------------------------- | ------------- | ---------------- | ----------------------- |
| 1    | «Truth or Consequences»      | Joel Trussell | Sense determinar | 17 de juliol de 2012    |
| 2    | «The Voice of the City»      | Joel Trussell | Sense determinar | 17 de juliol de 2012    |
| 3    | «Survivors»                  | Joel Trussell | Sense determinar | 17 de juliol de 2012    |
| 4    | «Young Daughter or God»      | Joel Trussell | Sense determinar | 17 de juliol de 2012    |
| 5    | «We're Social Animals»       | Joel Trussell | Sense determinar | 17 de juliol de 2012    |
| 6    | «All in Service to All»      | Joel Trussell | Sense determinar | 17 de juliol de 2012    |
| 7    | «What Aren't We Capable Of?» | Joel Trussell | Sense determinar | 17 de juliol de 2012    |
| 8    | «The Time Has Come»          | Joel Trussell | Sense determinar | 17 de juliol de 2012    |
| 9    | «The Saddest of Reasons»     | Joel Trussell | Sense determinar | 17 de juliol de 2012    |
| 10   | «Never the Two Shall Meet»   | Joel Trussell | Sense determinar | 17 de juliol de 2012    |
| 11   | «Necessary to Hide»          | Joel Trussell | Sense determinar | 18 de juliol de 2012    |
| 12   | «Lost Souls»                 | Joel Trussell | Sense determinar | 18 de juliol de 2012    |
| 13   | «Lorenzo Seventeen»          | Joel Trussell | Sense determinar | 18 de juliol de 2012    |
| 14   | «Trail of Dead Bodies»       | Joel Trussell | Sense determinar | 18 de juliol de 2012    |
| 15   | «Strategic Casualties»       | Joel Trussell | Sense determinar | 18 de juliol de 2012    |
| 16   | «No One Is Untraceable»      | Joel Trussell | Sense determinar | 19 de juliol de 2012    |
| 17   | «People Like a Good Show»    | Joel Trussell | Sense determinar | 19 de juliol de 2012    |
| 18   | «The Outside»                | Joel Trussell | Sense determinar | 19 de juliol de 2012    |
| 19   | «Such Beauty From a Box»     | Joel Trussell | Sense determinar | 19 de juliol de 2012    |
| 20   | «Illumination Night»         | Joel Trussell | Sense determinar | 19 de juliol de 2012    |